# Monmouthpedia
Monmouthpedia (Монмутпедия, MonmouthpediA) — некоммерческий проект в рамках Википедии, посвящённый городу Монмуту в Южном Уэльсе.
Проект использует QR-коды QRpedia для предоставления через смартфоны многоязычного доступа к статьям Википедии о самых важных объектах Монмута — местах, людях, ценностях, флоре и фауне. Формально запущен 19 мая 2012 года и стал поводом получения Монмутом титула «первого в мире википедийного города» (англ. world's first Wikipedia town).
Идея Монмутпедии появилась в конце 2011 года, её автор — Джон Каммингс (John Cummings), житель Монмута. Он принимал участие в TEDx в Бристоле, где обсуждалось использование QRpedia в Музее и художественной галерее Дерби. Каммингс основал проект совместно с Роджером Бамкином, председателем Викимедиа Великобритания и одним из основателей QRpedia. Впоследствии проект был поддержан Советом графства Монмутшир, а совет Шир Холла объявил о своих планах создать вакансию «вики-резидента» и провести семинары с целью помочь посетителям участвовать в проекте.
Первой целью Монмутпедии была тысяча викистатей к апрелю 2012 года, так, чтобы у каждой статьи была керамическая доска с напечатанным на ней QR-кодом. По состоянию на май на странице проекта сообщается о 712 новых и улучшенных статьях на 25 языках. Для неанглоязычных посетителей города, когда это возможно, автоматически отображаются статьи на их родном языке — в зависимости от языковых настроек телефона. На момент старта проекта благодаря иноязычным участникам проекта доступно около 500 статей на других языках. В дополнение к этому, проект включает 250 ранее существовавших статей на связанные с Монмутом темы; в то же время было загружено уже более тысячи фотографий.
Монмутская библиотека стала первой в мире библиотекой, добавившей QR-коды в книги. Её посетители со смартфонами могут на месте найти статью Википедии о книге и её авторе. Приоритет был отдан местной литературе и валлийским изданиям, но издания о королевском юбилее и Летних Олимпийских играх 2012 года также снабжены кодами.
Глин Муди спросил в Techdirt, является ли Монмутпедия будущим Википедии. Он описал проект как «вид фрактальной Википедии» (уподобляя его фильму «Начало»), потенциально позволяющий сделать «Википедию в Википедии в Википедии». Через несколько дней после запуска инициатива привлекла большой интерес. Проверкой успеха проекта является привлечение большего числа туристов в город.
Джимми Уэйлс, основатель Википедии, сказал, что крайне рад проекту и надеется, что другие города повторят этот опыт.

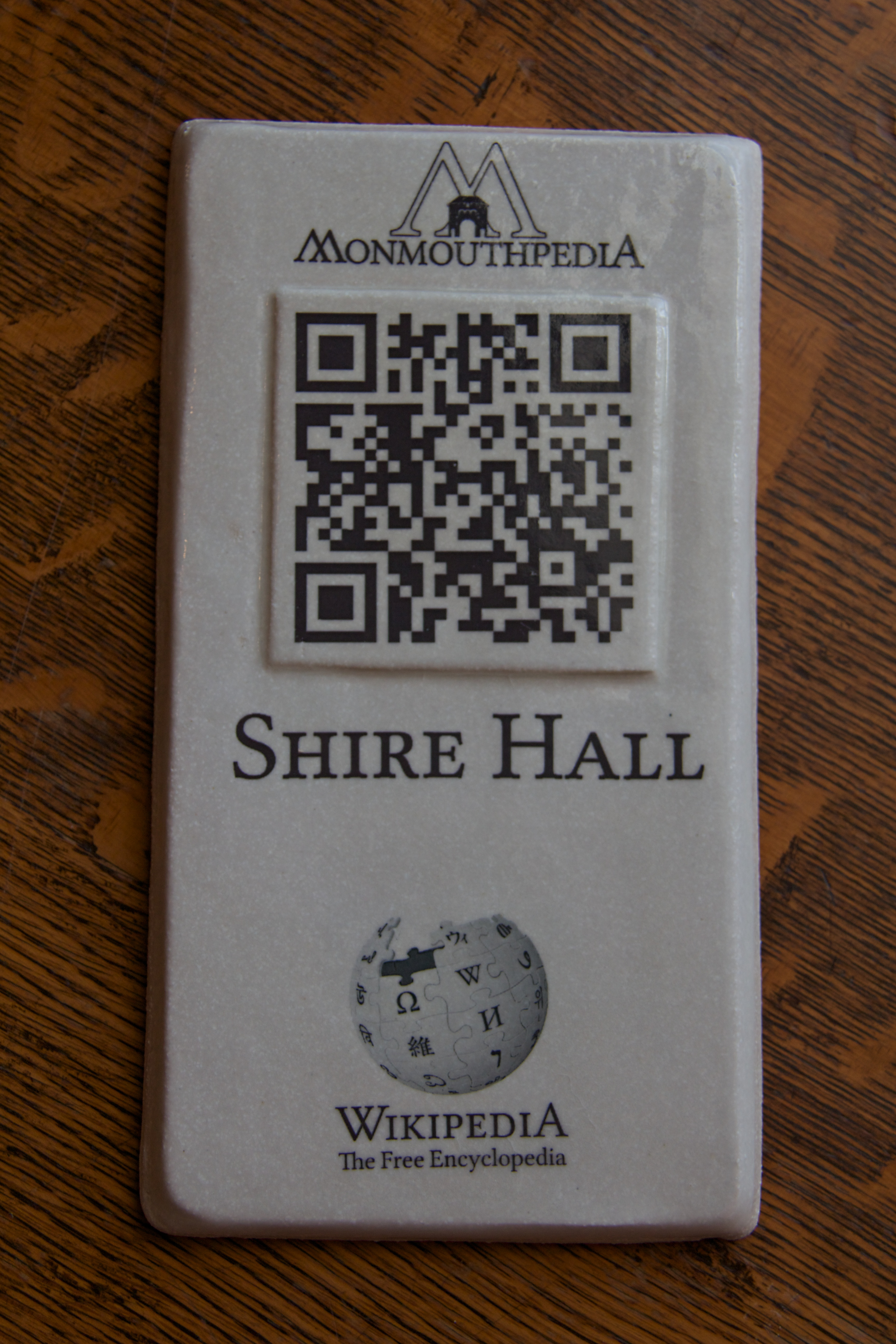
Одна из досок Монмутпедии
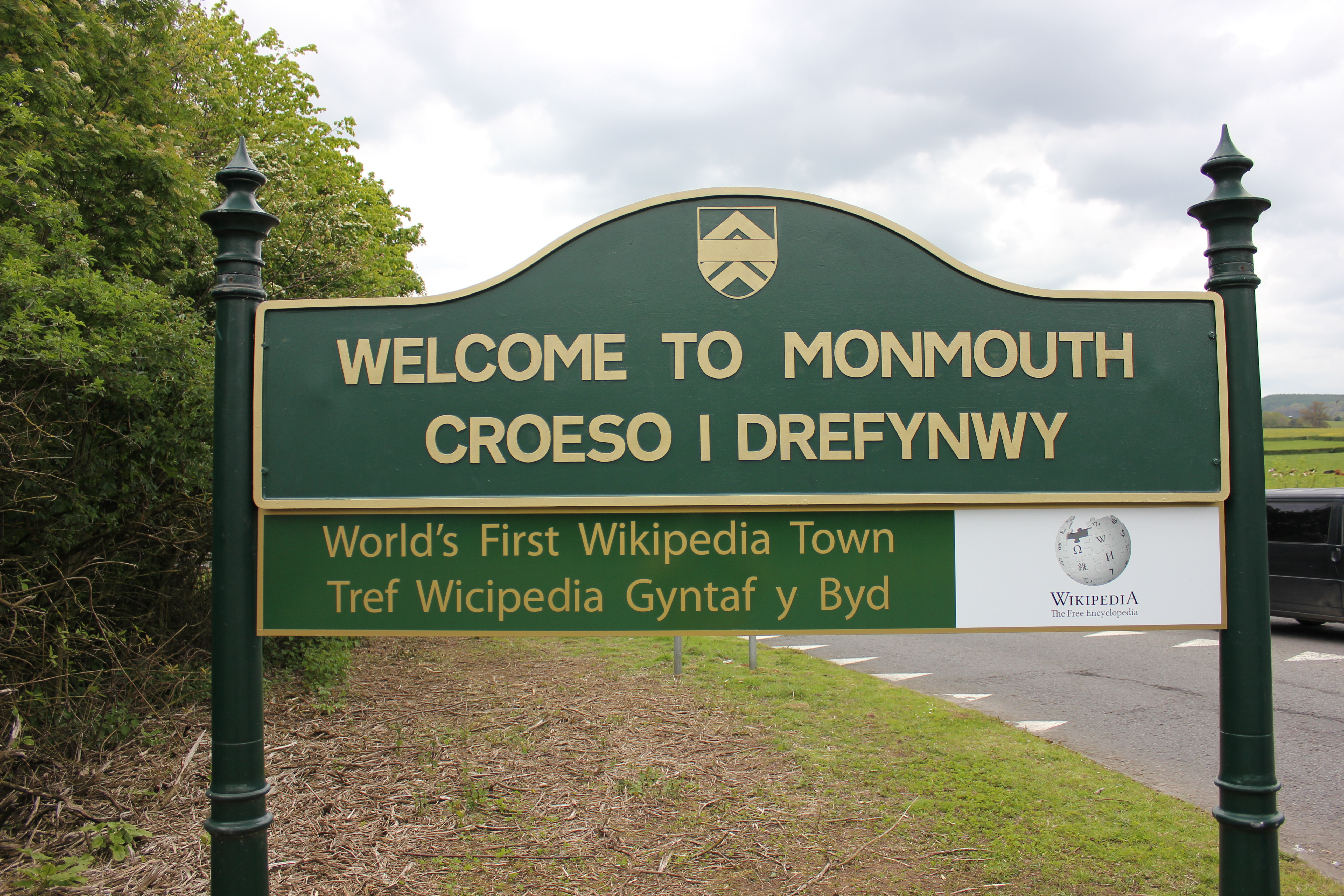
«Первый в мире википедийный город»
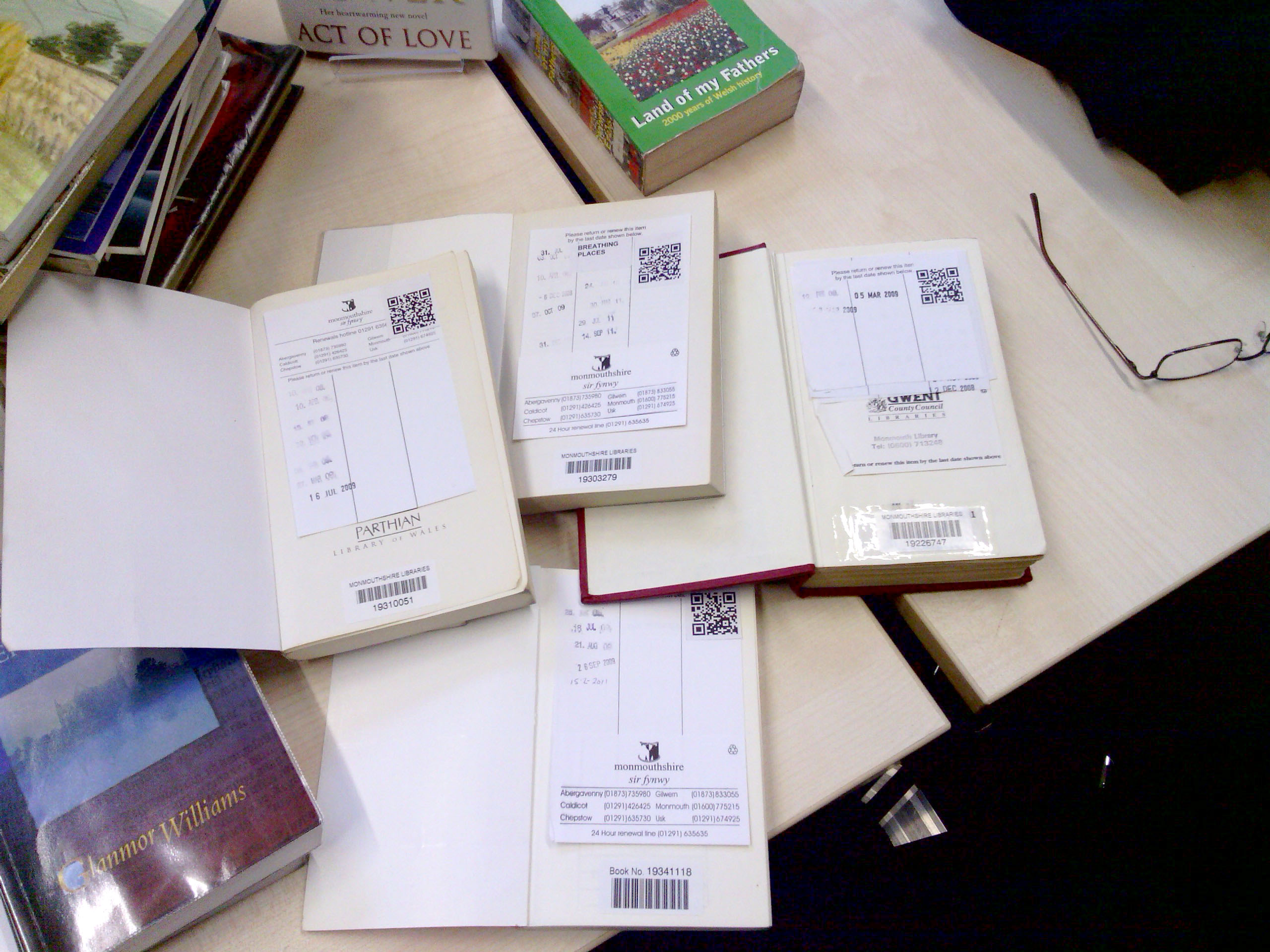
QR-коды в библиотечных книгах
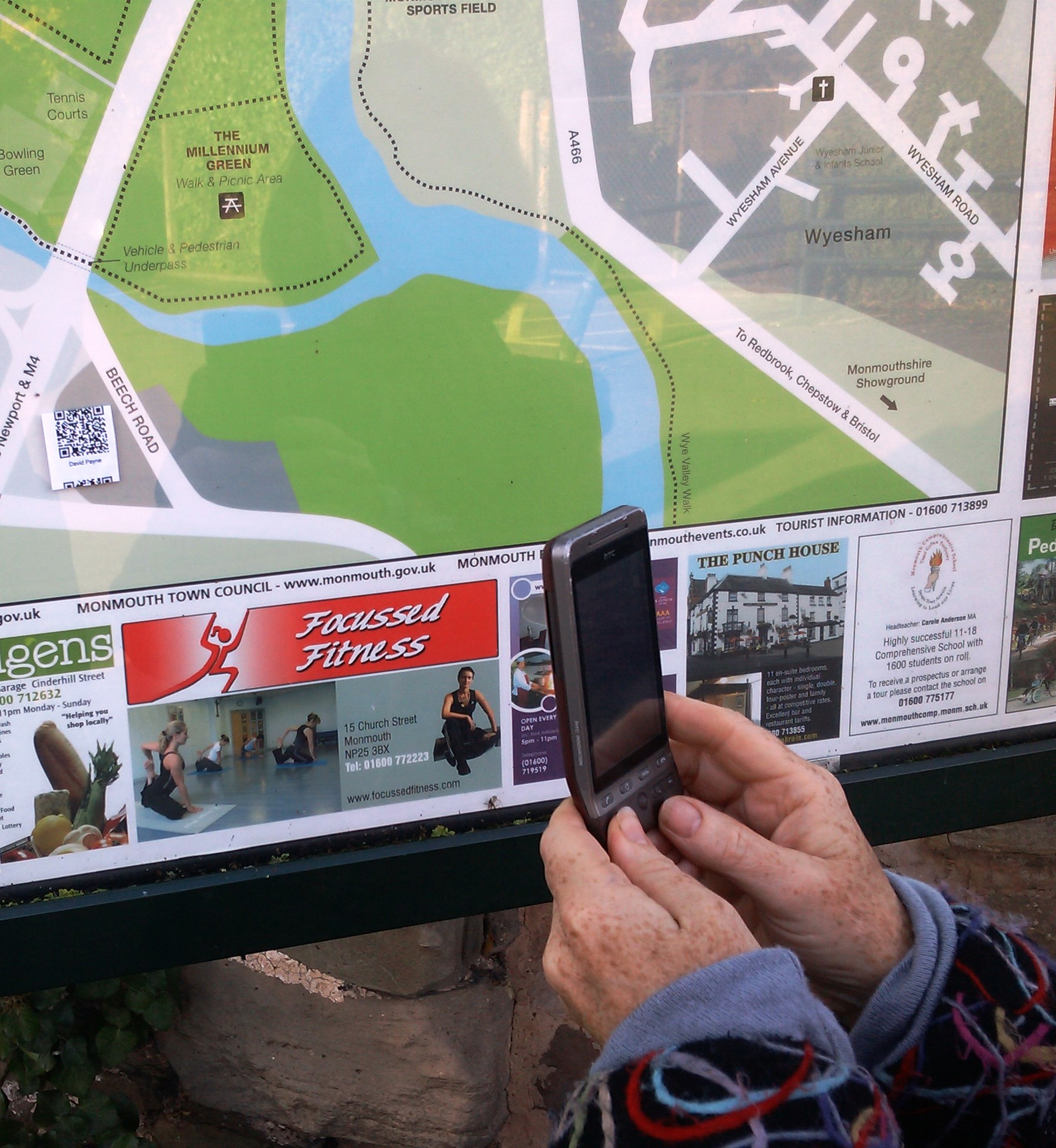
Считывание QR-кода